# Оружие массового поражения Родезии
Хотя многие другие страны обладали программами создания химического и биологического оружия, Родезия была одной из немногих стран, которая действительно применяла химические и биологические агенты. В частности, применение химического и биологического оружия (ХБО) имело место к концу затяжной борьбы Родезии против растущего африканского националистического движения в конце 1970-х годов. Власти Родезии проявили интерес к химическому и биологическому оружию в связи с ухудшением безопасности после обретения Мозамбикoм независимости от Португалии. В апреле 1980 года Родезия стала независимым государством Зимбабве.

## Происхождение
Проект был работой Роберта Симингтона, который возглавлял клиническую программу в медицинской школе Университета Родезии (Медицинская школа Годфри Хаггинса). Предполагается, что он предложил идею министру обороны Питеру ван дер Билу, который передал её премьер-министру Яну Смиту. Смит, проконсультировавшись со своим военным кабинетом, передал это дело под ответственность Центральной разведывательной организации (CIO), а осуществление было поручено компоненту связи Специального отделения в составе скаутов Селуса. Хотя они знали о существовании подобной программы, из-за отсутствия документированных материалов или живых свидетелей остаётся неизвестной степень участия военного и политического руководства Родезии.
Глава Центральной разведывательной организации Кен Флауэр был осведомлен о разработке химического и биологического оружия, поскольку получал отчеты раз в две недели от своего ответственного за программу офицера Майкла «Мак» Макгиннесса. Комиссары британской полиции Южной Африки (BSAP), сначала Шеррен, а затем Аллум, были проинформированы об усилиях по ХБО, и, по крайней мере, Шеррен предпринял шаги, чтобы гарантировать, что программа оставалась скрытой. В 1977 году Макгиннесс проинформировал Объединённые операции (COMOPS), которыми командовал генерал-лейтенант Питер Уоллс, об усилиях по ХБО.

## Программа
Участники родезийской программы создания химического и биологического оружия подтвердили, что существовала мелкомасштабная, рудиментарная программа, хотя многие детали, вероятно, никогда не будут полностью раскрыты. Объекты, использованные в программе CBW, почти наверняка состояли из специальной лаборатории, финансируемой филиалом в резиденции профессора Роберта Симингтона в Борроудейле,, и использовались объекты в скаутском «форте» Селоус за пределами Биндуры. Аналогичным образом, объекты в «форте» Селус Скаут за горой Дарвин были задействованы в программе ХБО . Начиная примерно с 1978 года, некоторые из наиболее чувствительных мероприятий, связанных с ХБО, включая эксперименты на людях, почти наверняка проводились на полигоне Маунт Дарвин, который был расположен более удаленно, чем Биндура.
Химическими веществами, наиболее часто используемыми в родезийской программе, были Тиофос и таллий , вероятно, потому, что эти соединения были легко доступны в Родезии в то время и были относительно недорогими. Среди биологических агентов, отобранных для использования родезийцами, были холерный вибрион и, возможно, Bacillus anthracis (возбудитель сибирской язвы). Они также рассмотрели использование Rickettsia prowazekii (возбудитель эпидемического тифа) , Salmonella Typhi (возбудитель брюшного тифа) и токсинов, таких как рицин и ботулинический токсин.

## Цель
Осталось мало конкретной информации об усилиях Родезийского ХБО, но считается что его основной целью было уничтожение партизан, а иммено новобранцев, направлявшимися транзитом в лагеря в Мозамбике, или партизанами, действующими внутри Родезии. Усилия ХБО взяли на себя партизанскую угрозу с трёх фронтов. Во-первых, усилия были направлены на ликвидацию партизан, действующих внутри Родезии, с помощью зараженных припасов, либо предоставленных контактными лицами, извлечённых из скрытых тайников, либо украденных из сельских магазинов. Эффект второго порядка заключался в нарушении отношений между крестьянами и партизанами. Во-вторых, усилия привели к загрязнению источников водоснабжения вдоль маршрутов проникновения партизан в Родезию, что вынудило партизан либо проходить через засушливые регионы, чтобы иметь больше воды и меньше боеприпасов, либо проходить через районы, патрулируемые силами безопасности. Наконец, родезийцы стремились нанести удар по партизанам в их безопасных убежищах, отравляя пищу, напитки и лекарства.

## Распространение
Специальный отдел также хранил зараженные товары в сельских универсальных магазинах в замороженных районах, зная, что партизанские группы, вероятно, совершат налёт на эти магазины. Во время родезийских внешних операций родезийские силы часто добавляли зараженные продукты питания и медикаменты к тем, которые были обнаружены в партизанских лагерях, захваченных родезийскими войсками. Аналогичным образом, партизанские тайники в буше были заменены зараженными припасами.
В 1976 году члены скаутов Селуса распространили V. cholerae в реке Руйя. Подразделение также использовало этот материал для загрязнения водоснабжения города Кочман в Мозамбике. Случаи смерти от холеры произошли в обоих районах.
Ряд авторов обвинили правительство Родезии в преднамеренном распространении B. anthracis в западной Родезии, что вызвало вспышку сибирской язвы в стране с 1978 по 1984 год с 10 738 случаями заболевания людей и 200 смертельными исходами. Однако это оспаривается другими, включая Уилсона заявляет, что не хватает доказательств в поддержку этого утверждения.

## Эффективность
Некоторые офицеры Родезии считали, что применение ХБО могло иметь решающее значение, учитывая его эффективность во время войны. Временами в ходе конфликта родезийские усилия по ХБО приводили к гибели большего числа повстанцев, чем обычные родезийские военные подразделения. Программа ХБО привела по меньшей мере к 809 зарегистрированным смертям, но истинное количество почти превысило 1000. В конце концов, применение ХБО в Родезии вряд ли оказало какое-либо значимое влияние на прекращение конфликта.